# Landschaftsschutzgebiet Waldbachtal mit angrenzenden Magergrünlandhängen

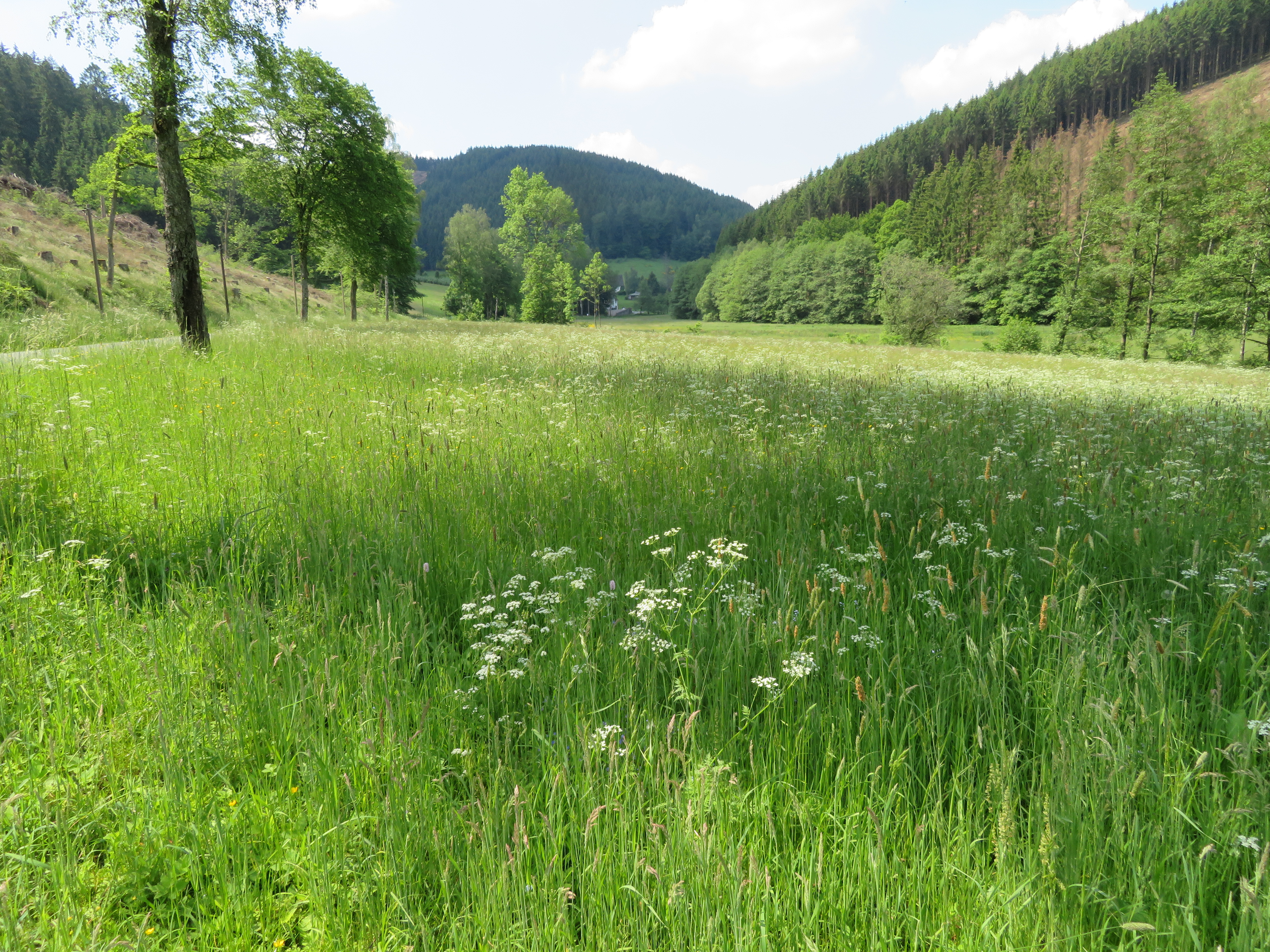
Landschaftsschutzgebiet Waldbachtal mit angrenzenden Magergrünlandhängen nördlich Endorferhütte

Das Landschaftsschutzgebiet Waldbachtal mit angrenzenden Magergrünlandhängen mit 43 ha Flächengröße liegt südlich von Endorf im Stadtgebiet von Sundern im Hochsauerlandkreis. Es wurde 1993 mit dem Landschaftsplan Sundern durch den Kreistag des Hochsauerlandkreises erstmals mit dem Namen Landschaftsschutzgebiet Oberes Waldbachtal zwischen Endorf und dem Wanderparkplatz nördlich von Haus Gehren als Landschaftsschutzgebiet (LSG) mit einer Flächengröße von 29,36 ha ausgewiesen. Bei der Neuaufstellung des Landschaftsplanes Sundern wurde es mit verändertem Namen als Landschaftsschutzgebiet vom Typ C, Wiesentäler und bedeutsames Extensivgrünland, erneut ausgewiesen und deutlich vergrößert. Das LSG besteht aus drei Teilflächen. Es grenzt direkt an den Siedlungsraum und gehört zum Naturpark Sauerland-Rothaargebirge.

## Beschreibung
Das LSG umfasst Grünlandflächen im Talraum des Waldbaches mit Waldbach. Es handelt sich um ein typisches, weitgehend offenes, bis zu 100 m breites Mittelgebirgs-Sohlental. Außerhalb der Bachaue schließen zumeist Fichtenforste an. In der reliefreichen Talaue ist stellenweise Feuchtgrünland ausgeprägt. Ein größerer Feuchtwiesen-Komplex befindet sich nördlich Endorferhütte. Bei Endorf ist an einem südöstlich exponierten Hang ein Magerweidenfläche im LSG. Der namengebende Waldbach verläuft überwiegend am Talrand, was auf historische anthropogene Einflüsse durch den Bergbau bei Endorf schließen lässt.

## Schutzzweck
Die Ausweisung erfolgte zur Sicherung und Erhaltung der natürlichen Erholungseignung und der Leistungsfähigkeit des Naturhaushaltes gegenüber den vielfältigen zivilisatorischen Ansprüchen an Natur und Landschaft. Das LSG dient der Ergänzung bzw. Pufferzonenfunktion der strenger geschützten Teile dieses Plangebietes durch den Schutz ihrer Umgebung vor Einwirkungen, die den herausragenden Wert dieser Naturschutzgebiete und Schutzobjekte mindern könnten und Sicherung der Kohärenz und Umsetzung des europäischen Schutzgebietssystems Natura 2000.

## Rechtliche Vorschriften
Wie in den anderen Landschaftsschutzgebieten vom Typ C im Stadtgebiet besteht im LSG ein Verbot, Bauwerke zu errichten. Vom Verbot ausgenommen sind Bauvorhaben für Gartenbaubetriebe, Land- und Forstwirtschaft. Die Untere Naturschutzbehörde kann Ausnahmegenehmigungen für Bauten aller Art erteilen. Wie in den anderen Landschaftsschutzgebieten vom Typ B in Sundern besteht im LSG ein Verbot der Erstaufforstung und Weihnachtsbaum-, Schmuckreisig- und Baumschul-Kulturen anzulegen. Grünland und Grünlandbrachen dürfen nicht in Acker oder andere Nutzungen umgewandelt werden.